# Marçà
Marçà település Spanyolországban, Tarragona tartományban. Marçà Falset, Pradell de la Teixeta, Colldejou, Capçanes, Els Guiamets és El Masroig községekkel határos. Lakosainak száma 598 fő (2024).

## Népesség
A település népessége az elmúlt években az alábbi módon változott:
| Lakosok száma | 174  | 1383 | 1118 | 1011 | 610  | 587  | 649  | 611  | 594  | 598  |
|               | 1717 | 1887 | 1936 | 1960 | 1986 | 2004 | 2009 | 2014 | 2019 | 2024 |